# Spacewatch

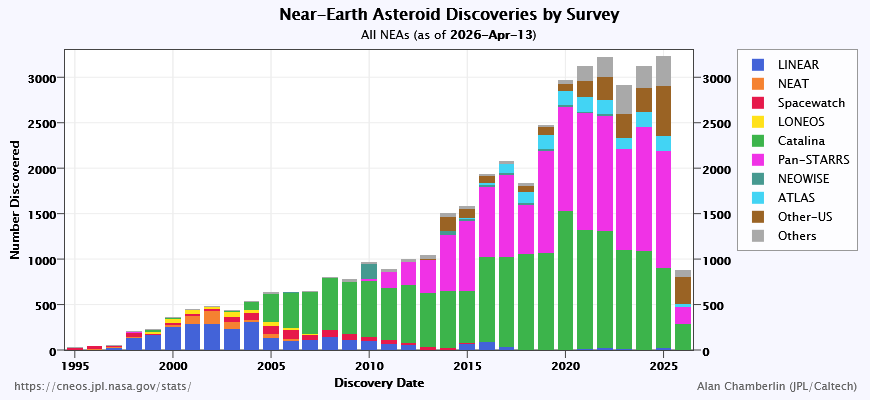
Динамика обнаружения околоземных астероидов различными проектами начиная с 1995 года

Spacewatch (с англ. — «Космический дозор») — это проект университета Аризоны, целью которого является поиск и открытие малых тел Солнечной Системы.
Проект был основан в 1980 году профессором Томом Герельсом в Китт-Пикской обсерватории, а сейчас его возглавляет доктор Роберт Макмиллан.

## Инструменты
0,91-м f/3 рефлектор
- код обсерватории: 691
- поле зрения: 2,9 квадратных градуса
- стандартная рабочая выдержка: 120 с
- проницание: 21,7 V

1,8-м f/2,7 рефлектор
- код обсерватории: 291
- поле зрения: 0,78°, дрифт-скан
- проницание: 22,2 V

## Открытия
Открытия, совершённые в рамках этого проекта, весьма разнообразны. Было обнаружено несколько неизвестных ранее околоземных астероидов:
- 1991 VG
- 1997 XF11,

астероидов из группы Кентавров:
- (5145) Фол
- (7066) Несс
- (8405) Асбол

и несколько объектов пояса Койпера:
- (20000) Варуна
- (55637) 2002 UX25.

Вновь был открыт астероид (719) Альберт, который до этого времени почти 90 лет считался потерянным. Кроме того, были открыты периодические кометы C/1992 J1 и 125P/Spacewatch. Один из спутников Юпитера — Каллирое — также обязана своим открытием этому проекту. В честь данного проекта был назван один из астероидов главного пояса — (4255)  Spacewatch, тоже открытый в рамках данного проекта.